# Blasendysfunktion
Der Begriff Blasendysfunktion oder Blasenfunktionsstörung dient als Sammelbezeichnung für alle Störungen der Blasenfunktion, somit alle Harnspeicher- und Blasenentleerungsstörungen.
So entwickeln ungefähr 75 bis 80 % aller Multiple-Sklerose-Patienten im Verlauf ihrer Erkrankung Symptome von Blasenfunktionsstörungen, davon zu ca. 80 % als Entleerungsstörungen. Bei einer Erkrankungsdauer von über zehn Jahren steigt dieser Prozentsatz auf 96 % an.